# Atlit (nádraží)
Atlit (hebrejsky: תחנת הרכבת עתלית‎, Tachanat ha-rakevet Atlit) je železniční stanice na pobřežní železniční trati v Izraeli.
Leží na severu Izraele v obci Atlit, necelý 1 kilometr od břehu Středozemního moře v nadmořské výšce necelých 10 metrů. Je situována do ulice ha-Harduf v centru vesnice. 1,5 kilometru na jihozápad stojí vesnice Neve Jam, 2 kilometry na jihovýchod je to vesnice Ejn Karmel. Po východním okraji Atlitu vede pobřežní dálnice číslo 2.
Je obsluhována autobusovými linkami společnosti Egged. K dispozici jsou parkovací místa pro automobily.